# Saison 1959 de la NFL
Navigation
Édition précédente Édition suivante
La saison 1959 de la NFL est la 40e saison de la National Football League. Elle voit le sacre des Colts de Baltimore.

## Classement général
| Conférence Est         |      |      |      |        |          |            |
| Franchise              | Vic. | Déf. | Nuls | % vic. | Pts pour | Pts contre |
| Giants de New York     | 10   | 2    | 0    | 83,3   | 284      | 170        |
| Browns de Cleveland    | 7    | 5    | 0    | 58,3   | 270      | 214        |
| Eagles de Philadelphie | 7    | 5    | 0    | 58,3   | 268      | 278        |
| Steelers de Pittsburgh | 6    | 5    | 1    | 54,5   | 257      | 216        |
| Redskins de Washington | 3    | 9    | 0    | 25,0   | 185      | 350        |
| Cardinals de Chicago   | 2    | 10   | 0    | 16,7   | 234      | 324        |

| Conférence Ouest       |      |      |      |        |          |            |
| Franchise              | Vic. | Déf. | Nuls | % vic. | Pts pour | Pts contre |
| Colts de Baltimore     | 9    | 3    | 0    | 75,0   | 374      | 251        |
| Bears de Chicago       | 8    | 4    | 0    | 66,7   | 252      | 196        |
| Packers de Green Bay   | 7    | 5    | 0    | 58,3   | 248      | 246        |
| 49ers de San Francisco | 7    | 5    | 0    | 58,3   | 255      | 237        |
| Lions de Détroit       | 3    | 8    | 1    | 27,3   | 203      | 275        |
| Rams de Los Angeles    | 2    | 10   | 0    | 16,7   | 242      | 315        |

## Finale NFL
- 27 décembre 1959, à Baltimore devant 57 545 spectateurs, Colts de Baltimore 31 - Giants de New York 16